# Saint-Prest
Saint-Prest é uma comuna francesa na região administrativa do Centro, no departamento de Eure-et-Loir. Estende-se por uma área de 16,71 km². Em 2010 a comuna tinha 2 119 habitantes (densidade: 126,8 hab./km²).